# I Am... (álbum de Ayumi Hamasaki)
I am... es el cuarto álbum de estudio lanzado por la cantante Ayumi Hamasaki oficialmente el 1 de enero del 2002. En este álbum se puede notar por primera vez el cambio en el contenido de las letras de la artista, desde sentimientos de soledad, temor y tristeza expresados en sus anteriores trabajos, este contiene letras mucho más esperanzadoras y en general más positivas, cambiando un poco el enfoque musical de artista también.
Con el lanzamiento del primer sencillo titulado "M", lanzado en diciembre del año 2000, Ayumi dio sus primeros pasos al trabajar de compositora bajo el apodo de CREA, compiniendo la letra y la música de la canción. Desde su lanzamiento y éxito "M" se ha convertido en uno de los clásicos de la artista y en uno de los sencillos mejores vendidos también.
En este álbum Ayu empieza a alejarse poco a poco del estilo del J-Pop puro de sus primeros trabajos, acercándose mucho más al uso de guitarras acústicas y eléctricas y más toques del rock, con un claro reflejo en el segundo sencillo, "NEVER EVER". El tercer sencillo, "Endless sorrow", fue regrabado y rearreglado para el lanzamiento de este álbum, con algunos cambios en las letras y con un toque mucho más acústico. Del cuarto sencillo, titulado "Dearest", se puede mencionar que fue uno de los endings del anime llamado Inuyasha, y también tuvo participación la canción "No More Words", una de las canciones de apoyo en una de las películas de la serie.
"A Song is born" fue regrabada junto a la cantante de Globe Keiko y utilizada para una campaña benéfica de Avex Trax titulada "Song+Nation", para recaudar fondos para las víctimas del 11 de septiembre de Estados Unidos.

## Lista de canciones
Todas las letras escritas por Ayumi Hamasaki.

| N.º | Título                                       | Música                       | Arreglistas(s)           | Duración |  |
| 1.  | «I am...»                                    | Crea                         | Tadashi Kikuchi + tasuku | 5:31     |  |
| 2.  | «opening Run» (música instrumental)          | CMJK                         | CMJK                     | 0:57     |  |
| 3.  | «Connected»                                  | Ferry Corsten (system F)     | Ferry Corsten (system F) | 3:19     |  |
| 4.  | «UNITE!»                                     | Crea                         | HΛL                      | 4:59     |  |
| 5.  | «evolution»                                  | Crea                         | HΛL                      | 4:40     |  |
| 6.  | «Naturally»                                  | Crea                         | CMJK                     | 4:16     |  |
| 7.  | «NEVER EVER»                                 | Crea                         | Chokkaku                 | 4:40     |  |
| 8.  | «still alone»                                | Crea                         | CMJK                     | 5:54     |  |
| 9.  | «Daybreak»                                   | Crea, D.A.I, Junichi Matsuda | Tasuku                   | 4:48     |  |
| 10. | «taskinlude» (música instrumental)           | Tasuku                       | Tasuku                   | 4:26     |  |
| 11. | «M»                                          | Crea                         | HΛL                      | 4:26     |  |
| 12. | «A song is born» (solo versión by Hamasaki)  | Tetsuya Komuro               | Tetsuya Komuro           | 6:16     |  |
| 13. | «Dearest»                                    | Crea, D.A.I                  | Naoto Suzuki             | 5:32     |  |
| 14. | «no more words»                              | Crea, D.A.I                  | Naoto Suzuki, Tasuku     | 5:41     |  |
| 15. | «Endless sorrow» (~gone with the wind ver.~) | Crea                         | CMJK                     | 5:12     |  |
| 16. | «Flower Garden» (canción secreta)            | Crea, D.A.I                  |                          | 2:38     |  |

## Posicionamiento
Posición del álbum en Oricon.
| Lanzamiento         | Listas                    | Posición | Ventas    | Semanas |
| ------------------- | ------------------------- | -------- | --------- | ------- |
| 1 de enero del 2002 | Oricon Daily Albums Chart | #1       | 2 308 000 | 25      |

- Datos: Q595915